# Arnac
Arnac település Franciaországban, Cantal megyében. Lakosainak száma 178 fő (2022. január 1.). Arnac Cros-de-Montvert, Pleaux, Saint-Illide, Saint-Martin-Cantalès és Saint-Santin-Cantalès községekkel határos.

## Népesség
A település népességének változása:
| Lakosok száma | 305  | 209  | 203  | 155  | 158  | 154  | 171  | 182  | 182  | 178  |
|               | 1968 | 1982 | 1990 | 2006 | 2013 | 2015 | 2017 | 2019 | 2020 | 2022 |